# Zadní Třebaň (nádraží)
Zadní Třebaň je železniční stanice v obci Zadní Třebaň v okrese Beroun ve Středočeském kraji. Leží na celostátní trati Praha–Plzeň v km 26,238 a regionální trati do Litně a Lochovic. Zprovozněna byla v roce 1862, kdy byla uvedena do provozu část České západní dráhy z Prahy do Plzně. V roce 2017 prošla její nádražní budova rekonstrukcí.

## Popis stanice
Původní nádražní budova byla postavena podle typizovaného vzoru II/H c.k. rakouských státních drah a Zemského výboru království Českého. Byla zde postavena zděná budova, záchody s podružným stavením a skladiště se zvýšenou rampou. Nová budova byla postavena v roce 1959.
Stanice je vybavena elektromechanickým zabezpečovacím zařízením. Má 4 dopravní a 2 manipulační koleje. Od roku 1994 zde nezastavují vlaky vyšší kvality. Linka S7 z Berouna do Prahy a Úval (nyní až do Českého Brodu) zde zastavují již od začátku PID. Dříve osobní vlaky S7 jezdily až do Zdic. Před stanicí je konečná a počáteční zastávka autobusu PID 637 do Berouna a Nového Jáchymova.